# Кузьменки (Козельский район)
Кузьменки — деревня в Козельском районе Калужской области. Входит в состав Сельского поселения «Село Бурнашево».
Расположена примерно в 6 км к северу от села Бурнашево.

## Население
На 2010 год население составляло 3 человека.